# AM Herculis-variabel
AM Herculis-variabel, eller den polära variabeln, är en typ av kataklysmisk variabel som kallas novaliknande variabel (NL). Det är frågan om stjärnor som påminner om novor eller dvärgnovor i spektrum eller ljusvariationer, men även variabler med novaliknande utbrott och objekt som inte observerats i utbrott men har små ljusvariationer som påminner om fluktuationerna hos gamla novor som haft utbrott. Noggrannare observationer leder ibland till att variabler klassificeras om från denna kategori.
Också  UX Ursae Majoris-variablerna och VY Sculptoris-variablerna räknas till de novaliknande variablerna.
Stjärnor som tillhör AM Herculis-typen (AM) är dvärgnovor med starka magnetfält hos den vita dvärgen. Någon vanlig insamlingsskiva bildas därför inte utan istället följer materialet från givarstjärnan de magnetiska fältlinjerna och ansamlas vid de magnetiska polerna på den vita dvärgen. Dessa blir källor till röntgenstrålning och sänder ut polariserat ljus. Variabeltypen kallas därför också ibland polariserande variabel.
Prototypstjärnan AM Herculis varierar mellan visuell magnitud +12,3 och 15,7 med en period av 0,128927 dygn.